# (3443) Leetsungdao
(3443) Leetsungdao est un astéroïde de la ceinture principale aréocroiseur.

## Description
(3443) Leetsungdao est un astéroïde aréocroiseur. Il présente une orbite caractérisée par un demi-grand axe de 2,39 UA, une excentricité de 0,31 et une inclinaison de 12,7° par rapport à l'écliptique.

## Compléments